# فاليري تيخونينكو
فاليري تيخونينكو (الروسية: Тихоненко, Валерий Алексеевич) مواليد 19 أغسطس 1964 في أوزبكستان، الجمهورية الأوزبكية السوفيتية الاشتراكية، هو مدرب كرة سلة روسي ولاعب سابق. بدأ مسيرته الاحترافية في سنة 1985. تم اختياره من قبل فريق أتلانتا هوكس خلال الدرافت. مثّل منتخب بلاده. شارك في دورة الألعاب الأولمبية الصيفية سنة 1988. اعتزل اللعب في 2000.

## سجل المنافسة
شارك في المنافسات التالية:
- بطولة أمم أوروبا لكرة السلة 1989
- الألعاب الأولمبية الصيفية 1988
- الألعاب الأولمبية الصيفية 1992

## الميداليات
| الميدالية | المسابقة                       |
| --------- | ------------------------------ |
| ذهبية     | الألعاب الأولمبية الصيفية 1988 |

## روابط خارجية
- فاليري تيخونينكو على موقع الاتحاد الدولي لكرة السلة (الإنجليزية)
- فاليري تيخونينكو على موقع سبورتس رفرنس (الإنجليزية)
- فاليري تيخونينكو على موقع الدوري الإسباني لكرة السلة (الإسبانية)
- فاليري تيخونينكو على موقع ريلجم (الإنجليزية)
- فاليري تيخونينكو على موقع بروبوليرز (الإنجليزية)
- فاليري تيخونينكو على موقع سبورتس رفرنس (الإنجليزية)
- فاليري تيخونينكو على موقع أوليمبيديا (الإنجليزية)